# Andrea D'Atri
Andrea Iris D’Atri, née le 13 février 1967 à Buenos Aires, est une psychologue, enseignante et écrivaine marxiste argentine. Elle milite au Parti des travailleurs socialistes (PTS), un parti trotskiste argentin, dont elle est une des dirigeantes. Elle est connue pour avoir fondé le collectif féministe Pan y Rosas en 2003.

## Biographie
Andrea D’Atri est diplômée en psychologie de l'Université de Buenos Aires. Elle s'est spécialisée dans les études féministes et a notamment travaillé sur les thématiques de l'enseignement, de la recherche et de la communication. Elle est une dirigeante nationale du PTS, au sein duquel elle est active depuis sa fondation en 1988, après l'éclatement du MAS. Elle est connue dans toute l'Amérique latine pour son activisme féministe et notamment pour avoir fondé en 2003 le collectif Pan y Rosas, actuellement présent dans 15 pays différents,. Elle donne des conférences et séminaires en Argentine, ainsi que dans d'autres pays d'Amérique latine et d'Europe. Elle a écrit plus de trois livres et de nombreuses publications théoriques sur le féminisme et le marxisme.
Andrea D'Atri est considérée comme l’une des figures de la « nouvelle vague féministe ».
Elle a été candidate au poste de députée nationale pour la ville de Buenos Aires au nom du Front de gauche et des travailleurs.

## Publications
- Du pain et des roses : Appartenance de genre et antagonisme de classe sous le capitalisme (2004)[8]
- Luchadoras: Historias de mujeres que hicieron historia (2006)[9]
- La mujer, el Estado y la revolución de Wendy Z. Goldman (2011) - (D'Arty a écrit le prologue de l'édition espagnole et l'a présentée à la 37e Foire du livre de Buenos Aires en 2011)[10]
- La organización de las mujeres: dificultades y pistas de soluciones (2014)